# طرف دیگر بهشت
طرف دیگر بهشت (انگلیسی: The Other Side of Heaven) یک فیلم در ژانر درام به کارگردانی میچ دیویس است که در سال ۲۰۰۱ منتشر شد. از بازیگران آن می‌توان به کریستوفر گورهام و ان هتوی اشاره کرد.